# CD53
CD53 (англ. CD53 molecule) – білок, який кодується однойменним геном, розташованим у людей на короткому плечі 1-ї хромосоми.  Довжина поліпептидного ланцюга білка становить 219 амінокислот, а молекулярна маса — 24 341.
| 10         |  | 20         |  | 30         |  | 40         |  | 50         |
| ---------- |  | ---------- |  | ---------- |  | ---------- |  | ---------- |
| MGMSSLKLLK |  | YVLFFFNLLF |  | WICGCCILGF |  | GIYLLIHNNF |  | GVLFHNLPSL |
| TLGNVFVIVG |  | SIIMVVAFLG |  | CMGSIKENKC |  | LLMSFFILLL |  | IILLAEVTLA |
| ILLFVYEQKL |  | NEYVAKGLTD |  | SIHRYHSDNS |  | TKAAWDSIQS |  | FLQCCGINGT |
| SDWTSGPPAS |  | CPSDRKVEGC |  | YAKARLWFHS |  | NFLYIGIITI |  | CVCVIEVLGM |
| SFALTLNCQI |  | DKTSQTIGL  |  |            |  |            |  |            |

A: Аланін

C: Цистеїн

D: Аспарагінова кислота

E: Глутамінова кислота

F: Фенілаланін

G: Гліцин

H: Гістидин

I: Ізолейцин

K: Лізин

L: Лейцин

M: Метіонін

N: Аспарагін

P: Пролін

Q: Глутамін

R: Аргінін

S: Серин

T: Треонін

V: Валін

W: Триптофан

Локалізований у клітинній мембрані, мембрані, клітинних контактах.